# Museo dell'elettricità
Il Museo dell'elettricità di Lisbona (in lingua portoghese: Museu da Electricidade), è un centro culturale che presenta, nei suoi spazi, il passato, il presente e il futuro delle energie, in un concetto di museo della scienza e della archeologia industriale, in cui mostre tematiche e sperimentali, coesistono fianco a fianco con svariati eventi culturali e d'affari.
Si trova a Belém, in terreni guadagnati alla città sottraendoli al fiume Tago nello scorcio finale del XIX secolo, in una delle zone a maggior vocazione monumentale e storica della città, dove si trovano – fra gli altri – il Monastero dos Jerónimos, il Centro Cultural de Belém, la Torre di Belém, il Monumento alle Scoperte, il Palazzo e museo della Presidenza della Repubblica portoghese, il Museu dos Coches e la Cordoaria Nacional.
L'edificio è classificato come Proprietà di Interesse Unico e si è sviluppato nel perimetro dell'antica centrale termoelettrica – Centrale Tejo che con la sua energia ha illuminato la città di Lisbona nel corso di più di quattro decenni.
La sua apertura, come museo, avvenne nel 1990. Passati dieci anni, il Museo dell'elettricità attraversò un nuovo periodo di ristrutturazione dei suoi edifici ed equipaggiamenti, per riaprire al pubblico, nel 2006 dopo un restauro, con un nuovo discorso e nuove proposte museali.
Oggi, per il suo aspetto culturale e multidisciplinare, il visitatore può godere di una varietà di eventi; dalla mostra permanente del museo, dove, attraverso la macchina originale della antica Centrale Tejo, si può spiegare e mostrare il funzionamento e l'ambiente di lavoro nella centrale, fino alla grande varietà di mostre temporanee (pittura, scultura, fotografia...), offrendo ancora spazi didattici sul tema delle energie, come giochi educativi o mostre sulle energie solari, eventi teatrali, concerti, conferenze...
Il Museo dell'elettricità è parte integrante del patrimonio e della struttura della Fondazione EDP, appartenente al Gruppo EDP – Energias de Portugal SA.

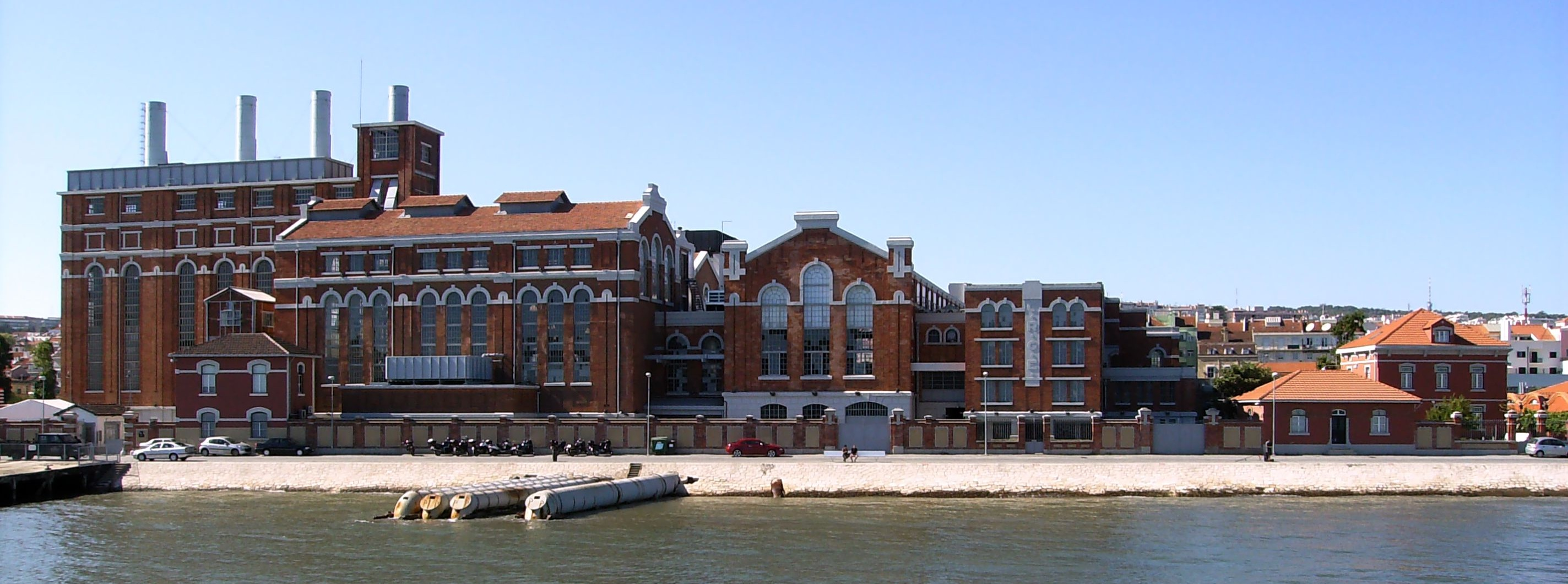
Centrale Tejo, attuale Museo dell'elettricità – vista dal fiume Tago.

## Architettura

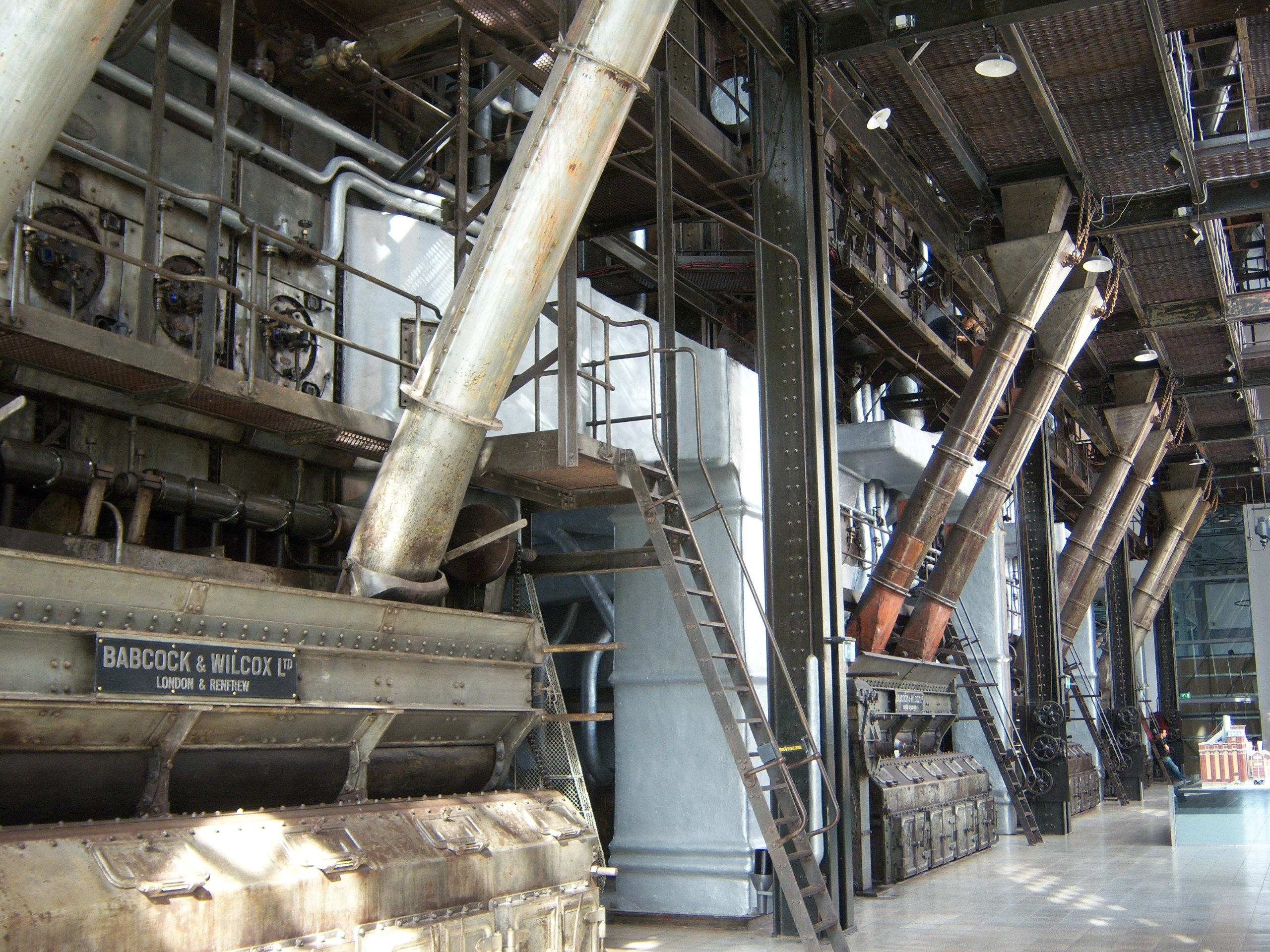
Sala delle caldaie.

La Centrale Tejo rappresenta un'antica centrale termoelettrica che ha fornito elettricità a Lisbona e alla sua regione. L'edificio e uno dei più begli esempi di architettura industriale della prima metà del XX secolo in Portogallo.
Essa è stata costruita tra il 1908 e il 1951 conoscendo, durante questo periodo, alcune fasi di espansione. La sua struttura segue il tipo di architettura occidentale del ferro con rivestimento in mattoni, che crea e decora la facciata in stili artistici che vanno dalla Art Nouveau, nei suoi corpi più antichi (edificio della bassa pressione), fino al classicismo nei più recenti (edificio della alta pressione). Con l'espansione della centrale, sono stati acquisiti, nel corso degli anni, terreni e altri edifici contigui alla centrale vera e propria, che ne hanno fatto quello che oggi è un complesso industriale con diversi scopi culturali, avendo sempre come scenario il fiume Tago che gli ha dato il nome.
A causa del suo stato di conservazione, tra il 2001 e il 2005, il museo è stato restaurato per consolidarne la struttura, trattare le facciate e i macchinari interni e, con un nuovo progetto museologico, trasformandolo in quello che ora è visibile.

## Visita virtuale
Tutto ha inizio nella cosiddetta Piazza del carbone, luogo di accoglienza dei visitatori, ma anche spazio per mostre ed eventi; era qui che nel passato, si scaricavano, dal fiume Tago, tonnellate di carbone per rifornire le caldaie. In questa stessa piazza si può ammirare il setaccio, il magazzino del carbone e un dispositivo per raccogliere e sollevare il carbone fino alla parte superiore della costruzione ove si trovano le caldaie ad alta pressione.
L'ingresso all'interno del complesso industriale è costituito dalla Sala delle esposizioni, antico edificio delle caldaie a bassa pressione; ora è un luogo libero dove si tengono mostre temporanee e dove si possono ancora osservare i tubi di espansione del vapore e i magazzini del carbone delle antiche caldaie ora scomparse.
Da qui si ha accesso alla Sala delle caldaie, l'antico edificio delle caldaie ad alta pressione; qui si mostrano all'attenzione del visitatore, quattro grandi caldaie di 30 metri d'altezza, i loro pannelli di controllo, i circuiti di aria e combustibile, ventilatori...
Si differenzia la caldaia numero 15, che è stata musealizzata, permettendo al visitatore di accedere al suo interno e scoprirne la struttura ed i componenti interni (tappeto di griglie, pareti di Bailey, bruciatore di nafta, tubi di riscaldamento di acqua...). Oltre alle caldaie, questo ampio spazio è dedicato alla conoscenza della storia della costruzione della Centrale Tejo e a un primo approccio alle difficili condizioni di lavoro vissute dai suoi operai.

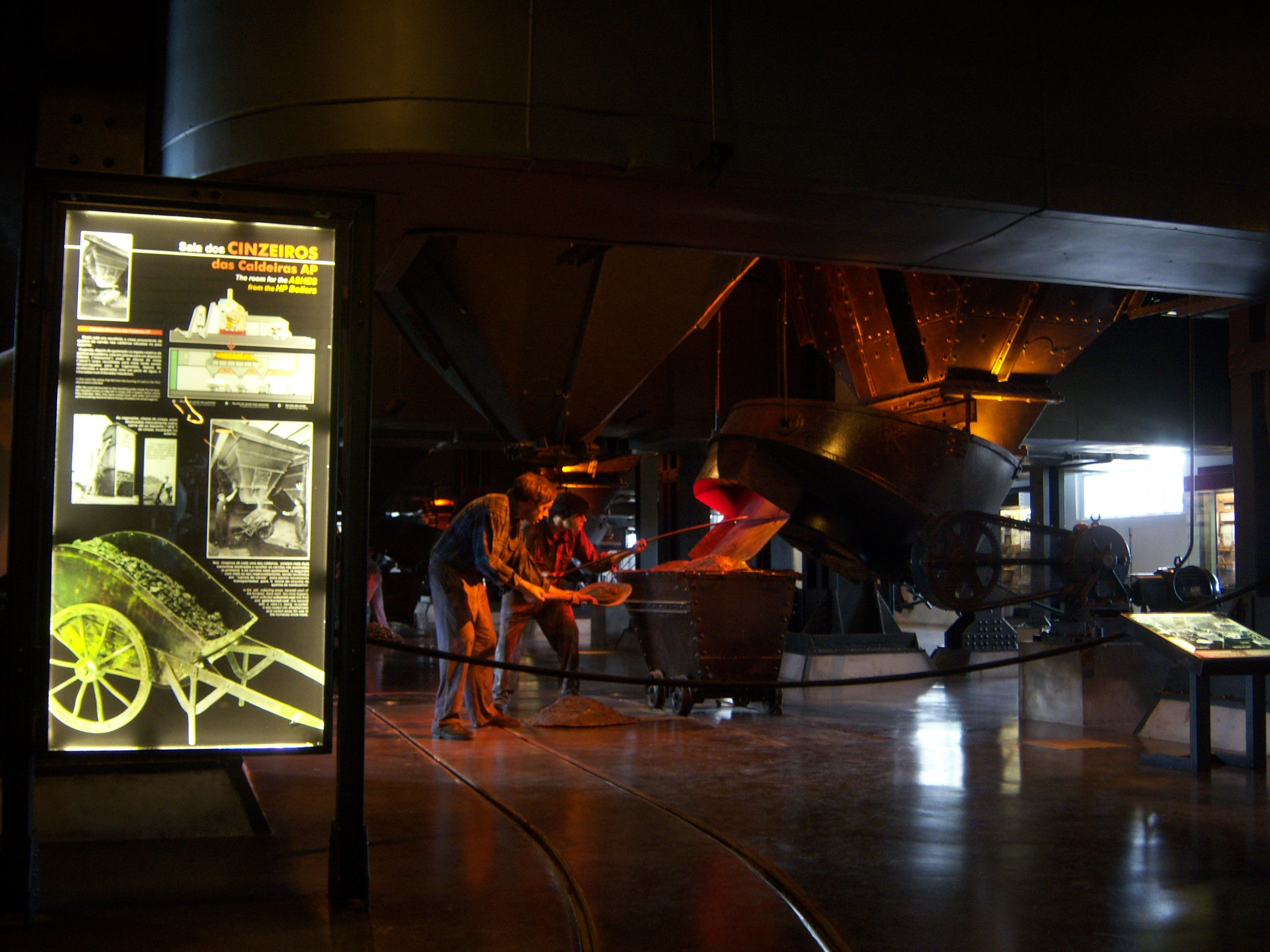
Vista della Sala della cenere delle caldaie ad alta pressione.

Al piano inferiore si trova la Sala della cenere, zona dove erano raccolte le ceneri del carbone bruciato o ancora da bruciare. Particolare enfasi è data alle difficili condizioni di lavoro qui esistenti, risultato del calore esistente e della respirazione delle ceneri del carbone bruciato. Ma l'offerta del museo non si esaurisce su questo tema e presenta esempi di lavori in ferro battuto, carpenteria e trasporto, qualità e origine dei carboni.
Proseguendo con la visita, si incontra la Sala degli esperimenti, divisa in tre sezioni: una dedicata alle fonti di energia (rinnovabili e fossili), un'altra dedicata agli scienziati che hanno contribuito agli avanzamenti associati alla produzione di energia elettrica e una terza per “imparare... giocando”, dove esistono diversi tipi di moduli didattici e giochi relativi all'elettricità.
È uno spazio, di divertimento e apprendimento, mostrato al termine della visita guidata perché tutti possano utilizzare la sua energia e le conoscenze acquisite.
Uscendo dell'esperimento si prosegue nella Sala dell'acqua. In questo spazio, e nel seguente, la Sala delle macchine, il discorso museografico  ritorna lo stesso delle caldaie, rendendosi percettibile nei vari colori dei tubi che circolano tra le macchine, nei muri e nel soffitto. Ogni colore ha la sua corrispondenza, a seconda del tipo di fluidi che vi circolava: vapore secco, vapore umido, acqua, ecc.
Ritornando alla Sala dell'acqua, si può vedere il processo di trattamento dell'acqua necessario affinché potesse essere ulteriormente utilizzata nelle caldaie. Le macchine che si possono osservare sono elettropompe, depuratori, filtri o distillatori, degli anni quaranta del XX secolo.
Subito dopo, si trova la Sala dei condensatori, luogo dove sono esposti condensatori per la refrigerazione del vapore, ovvero le pompe che permettevano il drenaggio dell'acqua del fiume Tejo e la fontana fredda essenziale al funzionamento della centrale termoelettrica. Nella parte posteriore della sala, dove sono in esposizione gli interruttori dei gruppi generatori della centrale, troviamo un'esposizione permanente designata, Rostos da Central Tejo (Facce della Central Tejo), un omaggio ai lavoratori della centrale, attraverso fotografie e audiovisivi che mostrano la sua attività e le condizioni di lavoro.
Nel piano superiore ai condensatori, si trova la Sala dei generatori, dove sono esposti due dei cinque gruppi turboalternatori di cui era dotata la centrale. Per uno di essi è stata aperta la struttura per mostrarne tutti i componenti interni e dare così al visitante un'idea più precisa di come si generava l'energia elettrica.
Infine, sotto un piano superiore, troviamo la Sala di comando, luogo dove si controllavano i generatori, ossia la sottostazione e la rispettiva distribuzione d'elettricità alla rete elettrica alimentata dalla centrale. Oggi è stata convertita in una zona di esperimenti, dove le guide del museo spiegano la storia associata alla produzione d'energia elettrica attraverso esempi pratici presi dal quotidiano, come la pila, il funzionamento delle energie rinnovabili oppure l'esemplificazione del processo produttivo della centrale stessa con l'aiuto di una bombola di gas e una pentola a pressione, tutto in un'ottica pedagogica adeguata al pubblico.

## Raccolta
La collezione del Museo dell'elettricità non si esaurisce soltanto nella sfera di ciò che è direttamente visibile.
Si è data priorità al recupero degli elementi suscettibili di esposizione, attraverso ripristino e conservazione, acquisizione, preservazione e inventario di nuovi pezzi, acquisizione di altre installazioni provenienti da tutto il paese o da donazioni di singoli.
In questo momento il museo ha una grande quantità di pezzi esposti, come caldaie, turboalternatori e condensatori dagli anni trenta ai cinquanta, e altri pezzi ed equipaggiamenti dalla fine del XIX secolo fino a oggi. Di rilievo è la collezione di elettrodomestici, macchine elettriche, pezzi e modelli d'illuminazione pubblica e privata in legno e ferro, equipaggiamenti da laboratorio, valvole, plastici, ecc.

## Centro di documentazione
Il Centro documentale del Museo dell'elettricità ha lo scopo di proporsi come un centro specializzato nello studio e nella conoscenza dell'energia, specie di quella elettricità. Costituito da circa 60.000 volumi di documenti in formati diversi (documenti, piantine, libri, video, ecc.) dal 1848 fino ad oggi. Più di 90.000 foto e circa 15.000 libri, per la maggior parte specializzati in elettricità (nei suoi aspetti tecnici, costruivi, economici, storici oppure sociali), ma anche delle monografie sul patrimonio e l'archeologia industriale, museologia, cultura generale, enciclopedie e pubblicazioni periodiche.
Il centro possiede anche una politica d'identificazione e incorporazione di documenti, che possono essere consultati su internet o nel centro stesso, così come pubblicazioni delle monografie sulla storia dell'elettricità in Portogallo.

## Attività
Durante tutto l'anno sono molte le attività che si realizzano nel Museo dell'elettricità, all'interno e all'esterno. Ne sono esempi le esposizioni temporanee, il “Mese della Scienza” (Mês da Ciência), concerti, conferenze, ecc.
In questo senso la “Piazza del carbone” non si manifesta unicamente nel “benvenuto” ai visitatori del museo. Ogni tanto si trasforma in una sala a cielo aperto, dove si sviluppano tutta una serie di avvenimenti appassionatamente diversi.

### Mese della scienza
Nel mese di maggio sulla “Piazza del carbone”, si svolge il mese della scienza, con giornate composte da svariatissime attività.
Anche se ne erano state realizzate tantissime nel passato, il primo avvenimento “annuale” fu nel 2009. Gli avvenimenti del Mese della scienza sono le Olimpiadi della fisica (competizione per giovani studenti), la Mostra nazionale della scienza, la Festa del bambino, il Festival solare e il Rally solare. Con la sola eccezione delle “Olimpiadi della fisica”, promosse dalla Società portoghese di fisica, tutte le altre attività sono promosse dal Museo dell'elettricità.

## Informazioni

### Indirizzo

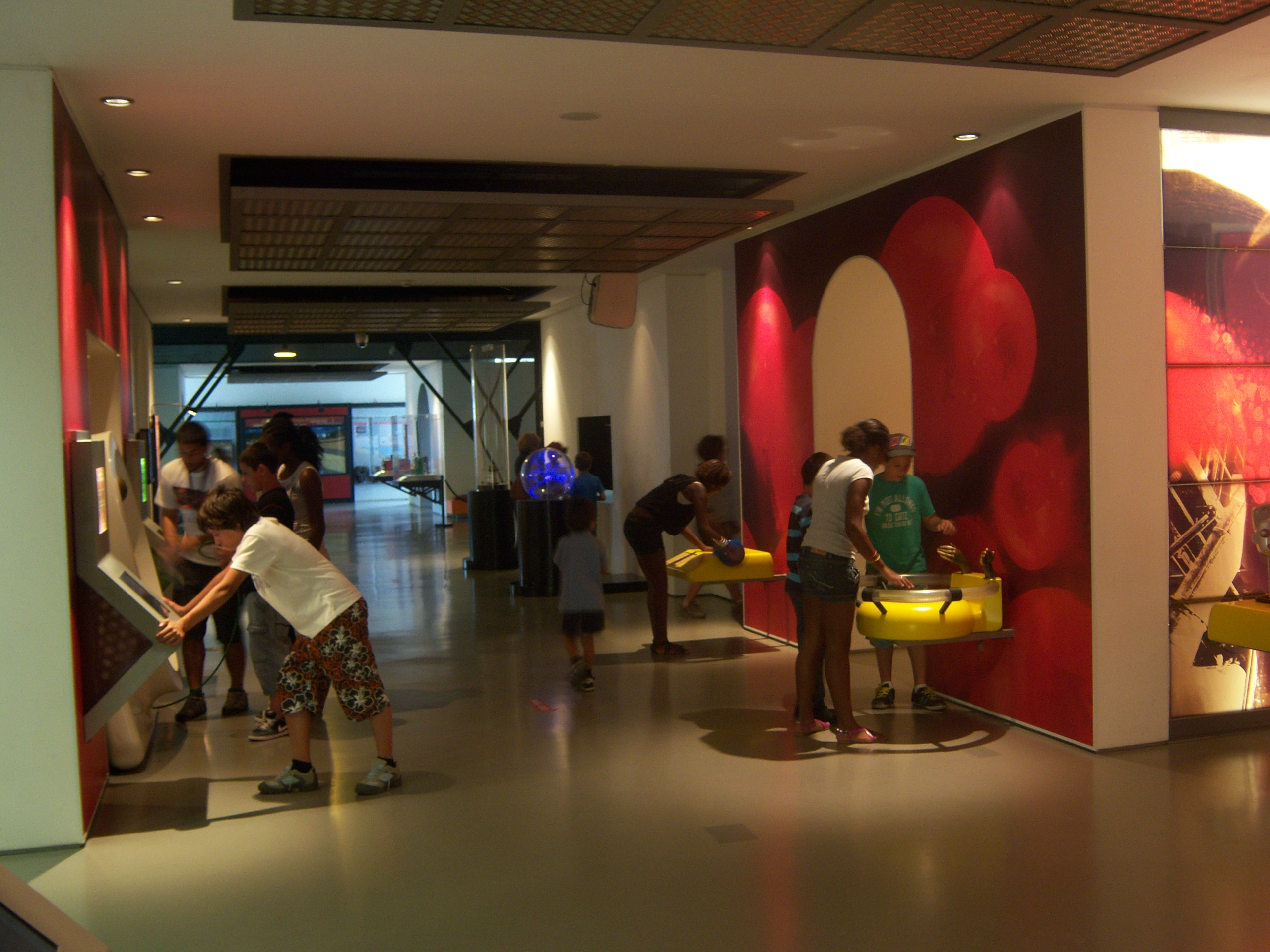
Sala degli esperimenti, uno spazio di giochi.

Av. de Brasília, Central Tejo
1300-598 Lisboa

### Orario
Aperto da martedì a domenica dalle 11:00 alle 19:00
Giorni annuali di chiusura: tutti i lunedì, 1º gennaio, 1º maggio e 25 dicembre
L'ingresso è gratuito.

### Visite guidate
Il Museo dell'elettricità offre delle visite guidate dinamiche e pedagogiche per chi desidera comprendere più dettagliatamente la produzione d'elettricità in una centrale termoelettrica. Le visite riguardano anche il tema delle energie rinnovabili e includono molti semplici esperimenti educativi sull'elettricità. Aspetti come le fonti di energie rinnovabili ed esperimenti casalinghi sulla produzione elettrica, sono realizzati dalle guide, che compongono una squadra giovane e sempre pronta a fornire chiarimenti al visitatore.
Le visite possono essere prenotate per gruppi, tutti i giorni. Nei fine settimana si fanno visite, senza necessità di appuntamento, per tutti i visitatori che desiderano parteciparvi.

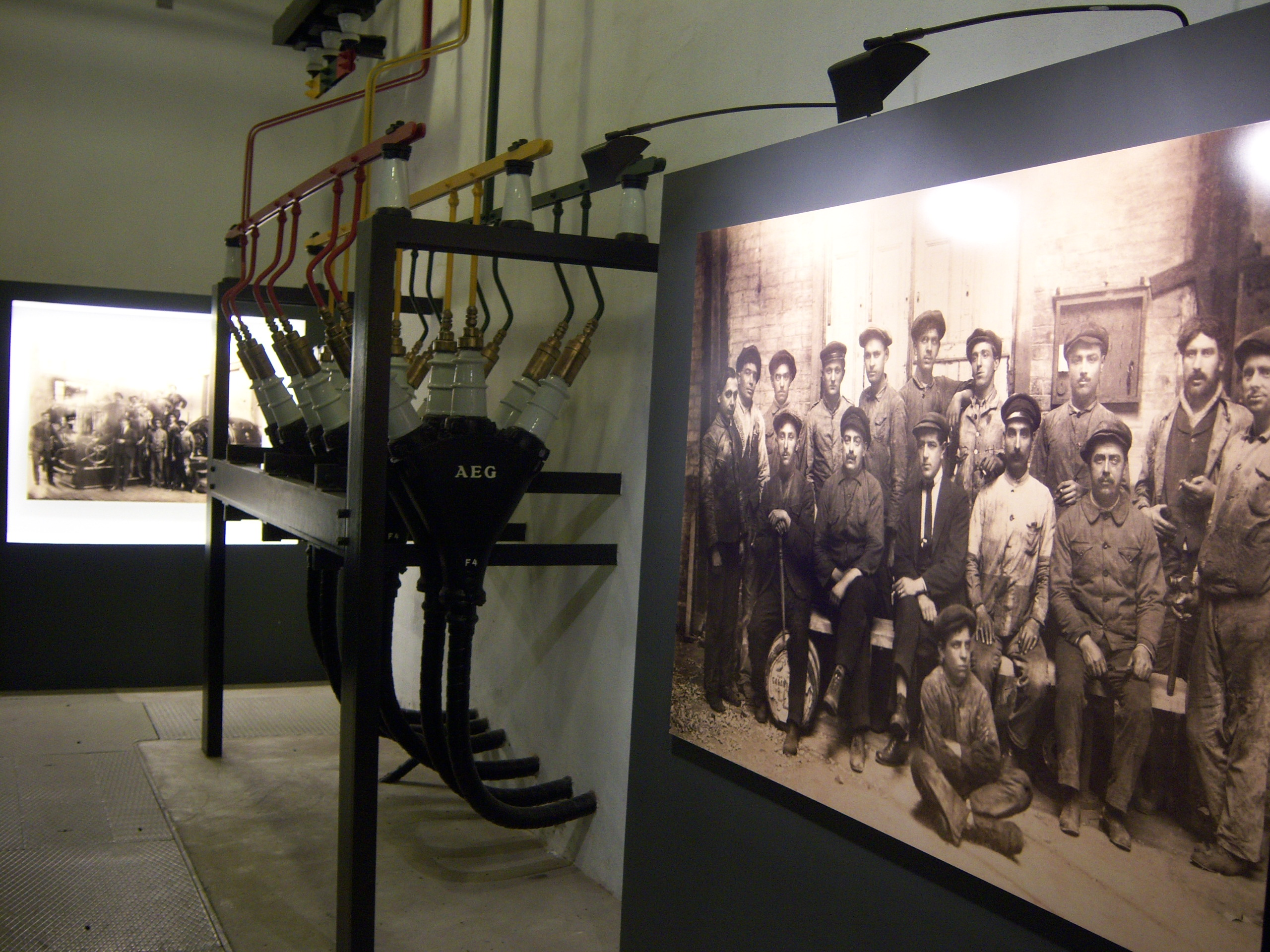
Sala dei condensatori. Dettaglio degli interruttori e della mostra: "Facce della Centrale Tejo".

## Visite senza appuntamento
Sabato e domenica alle ore 10:30, 12:00, 15:00 e 16:30

### Trasporti
- Eléctrico (Tram): 15
- Bus: 728 – 714 – 717 – 729 – 751
- Treno: Cais do Sodré – Cascais (Stazione di Belém)
- Traghetto: Trafaria – Belém e Cacilhas – Belém